# Breszt-litovszki béke
A breszt-litovszki békét 1918. március 3-án az oroszországi Breszt-Litovszkban (ma Breszt, Fehéroroszország) írták alá. A szerződés a központi hatalmak, azaz a Német Császárság, az Osztrák–Magyar Monarchia, Bulgária és az Oszmán Birodalom, valamint a velük szemben álló bolsevik Oroszország között jött létre.

## Előzménye
1917. november 21-én az orosz kormány követein és képviselőin keresztül üzent a háborúban részt vevő feleknek, hogy kezdjék meg a béketárgyalásokat. Erre a felszólításra egyedül Németország adott pozitív választ. 1917. december 3-án elkezdődtek az előkészületek, melynek eredményeként december 15-én megszületett az oroszok és németek közötti fegyverszüneti megállapodás. 1917. december 22-én megkezdődtek a valódi béketárgyalások: Oroszországnak jelentős területeket kellett volna átadnia, valamint anyagi kártérítést szabtak ki rá. Az országban uralkodó nehéz helyzet miatt az orosz vezetés elfogadta a rá kiszabott feltételeket, hogy időt nyerjen a szovjet vezetés megerősítésére. A szovjet küldöttség vezetője, Lev Trockij ezzel a döntéssel szembefordulva megszakította a tárgyalásokat, mivel túlzottnak tartotta központi hatalmaknak tett engedményeket. Erre a lépésre az 1918. február 18-i frontális támadás volt a válasz a központi hatalmak részéről. Így az elszenvedett újabb veszteségek miatt a szovjet delegáció március 1-jén újra tárgyalóasztalhoz kényszerült, ahol is március 3-án elfogadták a németek által kidolgozott béketervet, amely további jelentős területköveteléseket tartalmazott.
A tárgyalásokon részt vett az Ukrán Népköztársaság delegációja is Mihajlo Hrusevszkij vezetésével. A lengyel fél az Ideiglenes Államtanács feloszlása miatt nem vett részt a béketerv kidolgozásában.

## A béke tartalma

Területi kiigazítások a breszt-litovszki szerződés értelmében Jelmagyarázat:halványzöld-független, középzöld-átengedett, halványsárga-kiürítendő németek által

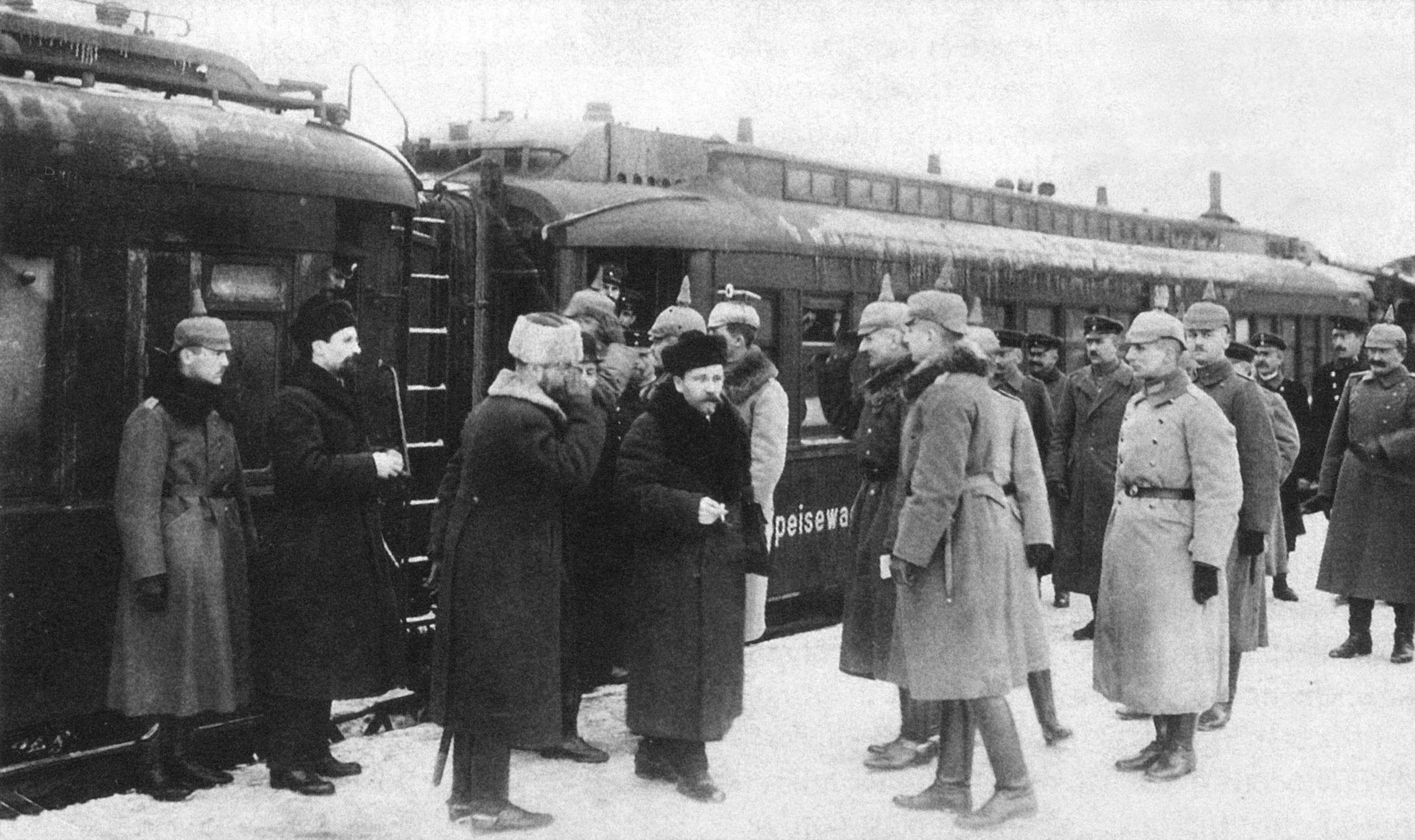
Német tisztek üdvözlik a szovjet-orosz delegációt. A kép előterében Kamenyev van.

A békeegyezményben foglaltak alapján Oroszország kivonult az általa elfoglalt területekről ,és felfüggesztette az antant hatalmakkal kötött szövetségét, valamint elfogadta az új német határt, melyet a Németország által elfoglalt keleti területek jelentettek. Ez Oroszország számára a lengyel, litván, lett, észt, finn és a Kaukázuson túli területeinek elvesztését jelentette, kötelezték továbbá Oroszország teljes hadseregének (beleértve a Vörös Hadsereget is) leszerelésére.

## A béke következménye
A szovjetek lemondtak az Orosz Birodalom egykori területei közül: Lengyelországról, Kurlandról, Litvániáról, Livóniáról, Észtországról, a Kaukázus egy részéről, Ukrajnáról és Finnországról. Az elhúzódó háború kényszerhelyzetbe hozta a feleket. A breszti békével Oroszország lezárta az első világháborúban folytatott tevékenységét. A Németországgal folytatott együttműködés miatt a bolsevik delegációt kizárták az 1919-es párizsi béketárgyalásokról.
A béke következtében Oroszország elvesztett területéből 780 ezer km²-t, valamint lakosságának egyharmadát, 56 millió főt, továbbá a mezőgazdaságilag művelt területének 27%-át, vasúti hálózatának 26%-át, vas- és acéltermelésének 73%-át, szénbányászatának 89%-át, ipari munkásságának 40%-át.
A Német Császárság és az Osztrák–Magyar Monarchia összeomlása után, 1918. november 13-án Oroszország egyoldalúan semmisnek nyilvánította az egyezményt, azzal, hogy azt erővel kényszerítették rá.

## A résztvevők megjegyzései
- Ottokar Czernin gróf - az osztrák–magyar delegáció vezetője:

"Az orosz küldöttség vezetője egy zsidó volt, Joffe a neve és most szabadult Szibériából [...] Ebéd után volt alkalmam beszélgetni vele először. Joffe elképzelése azon az egyszerű megközelítésen alapult, hogy minden nemzetnek meg kell adni a saját országa vezetésének jogát - az így felszabadított népek mind szükségszerűen szeretni fogják egymást [...] Tájékoztattam, hogy mi nem fogjuk az orosz elképzelést támogatni, és nem toleráljuk a belügyeinkbe való bármiféle beavatkozást. Ha tartotta volna magát az utópikus elképzeléseihez, akkor a béketárgyalás csődöt mondott volna, és akkor valószínűleg a következő vonattal megkezdhette volna az utazását vissza. Joffe megdöbbenten, ártatlan szemekkel nézett rám, és egy időre elhallgatott. Aztán felejthetetlenül kedves - mondhatni könyörgő - hangon ezt mondta: 'Szívből remélem, hogy az önök országában is ki fogunk tudni robbantani egy forradalmat.'"
- Richard von Kühlmann - a német külügyminiszter:

"A bolsevikok egy nőt delegáltak a tárgyalásra - természetesen propagandaként. A nő lelőtt egy helytartót, aki a baloldaliak körében igen népszerűtlen volt és nem halálra, hanem életfogytig tartó börtönbüntetésre ítélték. Ez a személy, aki inkább egy öregedő házvezetőnőre hasonlít, Madame Bizenko láthatóan egy együgyű fanatikus - Leopold Bajorország hercegének véleménye a kirívó magatartást tanúsító nőről, aki a vacsoránál a bal oldalán ült. A bal kezében tartott étlappal mutatta be, hogyan lengette a helytartó feje felett a petíciót - "egy gonosz ember volt" - mondta, és hasba lőtte a revolverrel, amelyet a jobb kezében tartott. Leopold herceg mindvégig barátságos arckifejezéssel hallgatta a gyilkos történetét - tettetve, hogy nő beszéde érdeklődése tárgya."
- Lev Trockij - a bolsevikok delegációjának későbbi vezetője:

"Az emberek legnagyobb részével most találkoztam először. Felesleges hangsúlyozni, hogy még benyomásom sem volt róluk. De azt mindenképpen hozzá kell tennem, hogy magasabb szintre számítottam. Az első találkozásból leszűrt véleményem a következőképpen összegezhető: Ezek az emberek nem képesek felmérni ellenfeleik erejét, de a sajátjukkal sincsenek tisztában."

## Fordítás
- Ez a szócikk részben vagy egészben  a   Traktat_brzeski című lengyel Wikipédia-szócikk fordításán alapul.  Az eredeti cikk szerkesztőit annak laptörténete sorolja fel. Ez a jelzés csupán a megfogalmazás eredetét és a szerzői jogokat jelzi, nem szolgál a cikkben szereplő információk forrásmegjelöléseként.
- Ez a szócikk részben vagy egészben  a   Brest-Litovsk_Treaty című angol Wikipédia-szócikk fordításán alapul.  Az eredeti cikk szerkesztőit annak laptörténete sorolja fel. Ez a jelzés csupán a megfogalmazás eredetét és a szerzői jogokat jelzi, nem szolgál a cikkben szereplő információk forrásmegjelöléseként.